# Charlotte Weihl
Charlotte Weihl (geboren 6. September 1999) aus dem deutschen Weinbaugebiet Pfalz ist seit dem 27. September 2024 für 2024/25 die 76. Deutsche Weinkönigin. Weinprinzessinnen wurden Julia Lambrich aus dem Weinbaugebiet Mittelrhein und Katharina Gräff aus dem Weinbaugebiet Nahe.

## Leben
Weihl stammt aus Gönnheim in Rheinland-Pfalz. Dieses liegt in der Nähe von Bad Dürkheim an der Deutschen Weinstraße. Ihre Familie betreibt dort seit Generationen ein eigenes Weingut, sodass sie schon als Kind in den Weinbergen mithalf. Derzeit studiert sie an der Hochschule in Geisenheim Internationale Weinwirtschaft.
Am 27. September 2024 setzte Weihl im Saalbau in Neustadt an der Weinstraße gegen die Bewerberinnen aus den anderen 12 deutschen Weinbaugebieten durch und wurde zur 76. Deutschen Weinkönigin gewählt. Sie ist damit die 11. Weinkönigin aus dem Weinbaugebiet Pfalz. Eigenen Angaben zufolge erfüllte sich damit ein Kindheitstraum Weihls.
Zuvor war sie 2023/24 die 85. Pfälzische Weinkönigin. Bevor sie zur Pfälzischen Weinkönigin wurde, war sie drei Jahre lang Weinprinzessin in ihrem Heimatort Gönnheim.